# Zed Blade
Zed Blade, conosciuto anche come Operation Ragnarok (作戦名ラグナロク?, Sakusen-mei Ragunaroku) in Giappone, è un sparatutto a scorrimento orizzontale per arcade sviluppato da NMK e pubblicato da SNK nel 1994. È l'unico videogioco realizzato da NMK per la scheda hardware Neo Geo. In un'ambientazione fantascientifica, il giocatore sceglie uno dei tre personaggi per tentare di rovesciare un esercito di nemici guidato dal supercomputer di bordo della stazione spaziale automatizzata Yggdrasil e riprenderne il pieno controllo ancora una volta.
Il titolo è stato ripubblicato da Hamster Corporation tramite la serie ACA Neo Geo per diverse attuali console nel 2017, tra cui il Nintendo Switch. Erano previste e persino presentate in anteprima conversioni per Neo Geo AES (la versione domestica) e Neo Geo CD, ma nessuna delle due ha ricevuto una distribuzione ufficiale al pubblico.

## Trama
La storia è ambientata nel momento in cui l'umanità è riuscita a espandersi tra le stelle e a raggiungere ogni pianeta del Sistema Solare. Un grande progetto per stabilire una frontiera spaziale fu avviato con lo sviluppo di una stazione spaziale automatizzata chiamata Yggdrasil, controllata da un supercomputer all'avanguardia. Tuttavia, l'equipaggio di Yggdrasil iniziò a rifiutarsi di rispondere a qualsiasi comunicazione in arrivo dalla Terra mesi dopo il suo dispiegamento, con Yggdrasil che lanciò improvvisamente attacchi contro il pianeta utilizzando una vasta flotta di caccia spaziali, robot e macchine da guerra altamente sviluppati, che porta all'emanazione dell'"Operazione Ragnarok", in cui tre dei migliori piloti di caccia spaziali terrestri devono ristabilire l'ordine prendendo il controllo di Yggdrasil e fermando l'invasione.

## Modalità di gioco
Il gameplay di Zed Blade è simile sia a Gradius III di Konami che a Last Resort di SNK. Il giocatore assume il ruolo di uno dei tre personaggi giocabili (il sergente maggiore Uncle Beard, il sergente Ms. Charlotte e il caporale Swift Arnold) con i rispettivi caccia spaziali attraverso otto unici livelli.
Prima di iniziare, il giocatore imposta il sistema d'arma della nave scelta nella schermata di selezione del personaggio, alcune delle quali hanno già la velocità preimpostata, scegliendo tra tre opzioni per colpi frontali, missili e colpi posteriori, tutti attivabili premendo il pulsante A e il controllo della nave avviene tramite il joystick. Oltre alle tre armi principali, il giocatore è equipaggiati anche con un numero fisso di bombe a seconda della nave scelta all'inizio, che vengono attivate premendo il pulsante B, mentre la sua potenza di fuoco può essere aumentata collezionando un potenziamento iperbomba in grado di infliggere il massimo danno a nemici e boss, questi ultimi affrontati alla fine di ogni livello per avanzare nella sessione.
Alcuni nemici trasportano dei power-up, che appaiono come sfere colorate e cambiano tra le tre armi principali dopo un certo periodo di tempo; possono essere scelti per aumentare la potenza di fuoco di colpi frontali, missili o colpi posteriori. I nemici avranno anche scorte extra di bombe e potenziamenti iperbomba. Gli oggetti rimbalzeranno dopo aver raggiunto il bordo destro dello schermo, tuttavia se non vengono raccolti dopo che ciò accade, gli oggetti scompariranno definitivamente una volta raggiunto il bordo sinistro dello schermo, comprese le icone 1UP, che vengono generate dopo aver raggiunto una determinata soglia di punteggio. Un aspetto degno di nota del gioco è il sistema di punteggio, che consente al giocatore di ottenere punti aggiuntivi sparando a oggetti solidi dai livelli, così come a parti indistruttibili di nemici di grandi dimensioni e boss. Essere colpiti dal fuoco nemico o scontrarsi contro ostacoli comporterà la perdita di una vita, oltre a una penalità che ridurrà di un livello le armi della nave e, una volta perse tutte le vite, la partita termina.